# ループ代数
数学において，ループ代数 (ループだいすう、英語: loop algebra) とは，ある種のリー環であり，特に理論物理学において興味を持たれる．

## 定義
g を複素リー環とし，C∞(S1) を円周多様体 S1 上の滑らかな（複素）関数の代数とする．このとき，g と C∞(S1) のテンソル積
{\displaystyle {\mathfrak {g}}\otimes C^{\infty }(S^{1})}
は，リーブラケットが
{\displaystyle [g_{1}\otimes f_{1},g_{2}\otimes f_{2}]=[g_{1},g_{2}]\otimes f_{1}f_{2}}
で与えられる無限次元リー環である．ここで g1 と g2 は g の元で，f1 と f2 は C∞(S1) の元である．
これは S1 の各点に g を乗せた g の無限個のコピーの直積に対応するものではない，なぜならば滑らかさの制約があるからである．そうではなく，S1 から g への滑らかな関数，言い換えると，g 内の滑らかな径数付けられたループと考えることができる．これがループ代数の名前の由来である．
なお，部分代数
{\displaystyle {\mathfrak {g}}\otimes \mathbb {C} [t,t^{-1}]}
もループ代数と呼ばれる．

## ループ群
同様に，S1 からリー群 G へのすべての滑らかな写像の集合は無限次元リー群をなし（その上の汎関数微分を定義できるという意味でリー群である），ループ群と呼ばれる．ループ群のリー環は対応するループ代数である．

## フーリエ変換
このループ代数上のフーリエ変換を，{\displaystyle g\otimes t^{n}} を {\displaystyle g\otimes e^{-in\sigma }} と定義することで取ることができる．ただし 0 ≤ σ < 2π は S1 の座標である．

## 応用
g が半単純リー環ならば，そのループ代数の非自明な中心拡大はアフィンリー環を生じる．